# Вільшанська сільська рада (Романівський район)
Вільшанська сільська рада (Ульхівська сільська рада) — колишня адміністративно-територіальна одиниця та орган місцевого самоврядування у Баранівському і Романівському районах Волинської округи, Київської й Житомирської областей Української РСР та України з адміністративним центром у с. Вільха.

## Населені пункти
Сільській раді були підпорядковані населені пункти:
- с. Вільха
- с. Мала Токарівка

## Населення
Кількість населення ради, станом на 1923 рік, становила 1 646 осіб, кількість дворів — 367.
Кількість населення ради, станом на 1931 рік, становила 919 осіб.
Відповідно до результатів перепису населення СРСР, кількість населення ради, станом на 12 січня 1989 року, становила 1 032 особи.
Станом на 5 грудня 2001 року, відповідно до перепису населення України, кількість мешканців сільської ради становила 890 осіб.

## Склад ради
Рада складалася з 15 депутатів та голови.

## Історія
Створена 1923 року, як Ульхівська сільська рада, в складі с. Ульха та хутора Середній Курінь Баранівської волості Новоград-Волинського повіту Волинської губернії. Станом на 1 жовтня 1941 року х. Середній Курінь не перебуває на обліку населених пунктів.
Станом на 1 вересня 1946 року Вільшанська сільська рада входила до складу Баранівського району Житомирської області, на обліку в раді перебувало с. Вільха.
1 грудня 1952 року, відповідно до указу Президії Верховної ради УРСР «Про ліквідацію Підкозарківської сільської ради Баранівського району Житомирської області», до складу ради включено с. Дубове ліквідованої Підкозарківської сільської ради. 11 січня 1960 року, відповідно до рішення Житомирського облвиконкому № 2 «Про зміни в адміністративно-територіальному поділі сільських рад в районах області», до складу ради передано с. Мала Токарівка Першотравенської селищної ради. 7 січня 1963 року, відповідно до рішення Житомирського облвиконкому № 2 «Про зміну адміністративної підпорядкованості окремих сільських рад і населених пунктів», до складу ради увійшли села Бубни, Будисько та Лучиста Полянківської сільської ради. 8 квітня 1963 року, відповідно до рішення Житомирського ОВК № 143 «Про зміни в адміністративно-територіальному поділі деяких районів області», до складу ради включено села Ольшанка, Улянівка та Цеберка Лісівської сільської ради Дзержинського району; с. Будисько передане до складу Полянської сільської ради Новоград-Волинського району.
Станом на 1 січня 1972 року сільська рада входила до складу Дзержинського району Житомирської області, на обліку в раді перебували села Вільха, Бубни, Дубове, Лучиста, Мала Токарівка, Ольшанка, Улянівка та Цеберка. С. Лучиста зняте з обліку 14 жовтня 1977 року, відповідно до рішення № 431 «Про зняття з обліку села Лучиста Дзержинського району».
9 грудня 1985 року, відповідно до рішення виконавчого комітету Житомирської обласної ради, с. Дубове зняте з обліку населених пунктів. 21 червня 1991 року, відповідно до рішення Житомирської обласної ради, села Бубни, Ольшанка, Улянівка та Цеберка передані до складу відновленої Ольшанської сільської ради Дзержинського району.
Виключена з облікових даних, відповідно до постанови Верховної Ради України № 807-IX 17 липня 2020 року, через об'єднання до складу Романівської селищної територіальної громади Житомирського району Житомирської області.
Входила до складу Баранівського (7.03.1923 р.) та Романівського (Дзержинського, 30.12.1962 р.) районів.